# Villiers-le-Sec (Dolina Oise)
Villiers-le-Sec – miejscowość i gmina we Francji, w regionie Île-de-France, w departamencie Dolina Oise.
Według danych na rok 2010 gminę zamieszkiwało 176 osób, a gęstość zaludnienia wynosiła 54 osób/km².